# Zeidora flabellum
Zeidora flabellum är en snäckart som först beskrevs av Dall 1896.  Zeidora flabellum ingår i släktet Zeidora och familjen nyckelhålssnäckor. Inga underarter finns listade i Catalogue of Life.